# La Primavera, Chiapas
La Primavera är en ort i Mexiko.   Den ligger i kommunen La Independencia och delstaten Chiapas, i den sydöstra delen av landet, 800 km öster om huvudstaden Mexico City. La Primavera ligger 1 512 meter över havet och antalet invånare är 230.
Terrängen runt La Primavera är en högslätt. Runt La Primavera är det ganska glesbefolkat, med 43 invånare per kvadratkilometer. Närmaste större samhälle är Las Margaritas, 8,8 km norr om La Primavera. I omgivningarna runt La Primavera växer huvudsakligen savannskog.